# American Chess Congress
L'American Chess Congress (Congrés Americà d'Escacs en català) fou una sèrie de torneigs d'escacs celebrats als Estats Units, predecessors de l'actual Campionat dels Estats Units d'escacs. Va tenir nou edicions, la primera es va jugar l'octubre de 1857 i la darrera l'agost de 1923.
| # | Edició | Ciutat         | Guanyador                                                            |
| - | ------ | -------------- | -------------------------------------------------------------------- |
| 1 | 1857   | Nova York      | Paul Morphy (Estats Units)                                           |
| 2 | 1871   | Cleveland      | George Henry Mackenzie (Estats Units)                                |
| 3 | 1874   | Chicago        | George Henry Mackenzie (Estats Units)                                |
| 4 | 1876   | Filadèlfia     | James Mason (Irlanda)                                                |
| 5 | 1880   | Nova York      | George Henry Mackenzie (Estats Units)                                |
| 6 | 1889   | Nova York      | Mikhail Chigorin (Rússia) · Max Weiss (Àustria)                      |
| 7 | 1904   | Saint Louis    | Frank James Marshall (Estats Units)                                  |
| 8 | 1921   | Atlantic City  | Dawid Janowski (França)                                              |
| 9 | 1923   | Llac Hopatcong | Frank James Marshall (Estats Units) · Abraham Kupchik (Estats Units) |

## Primer Congrés Americà d'Escacs (1857)

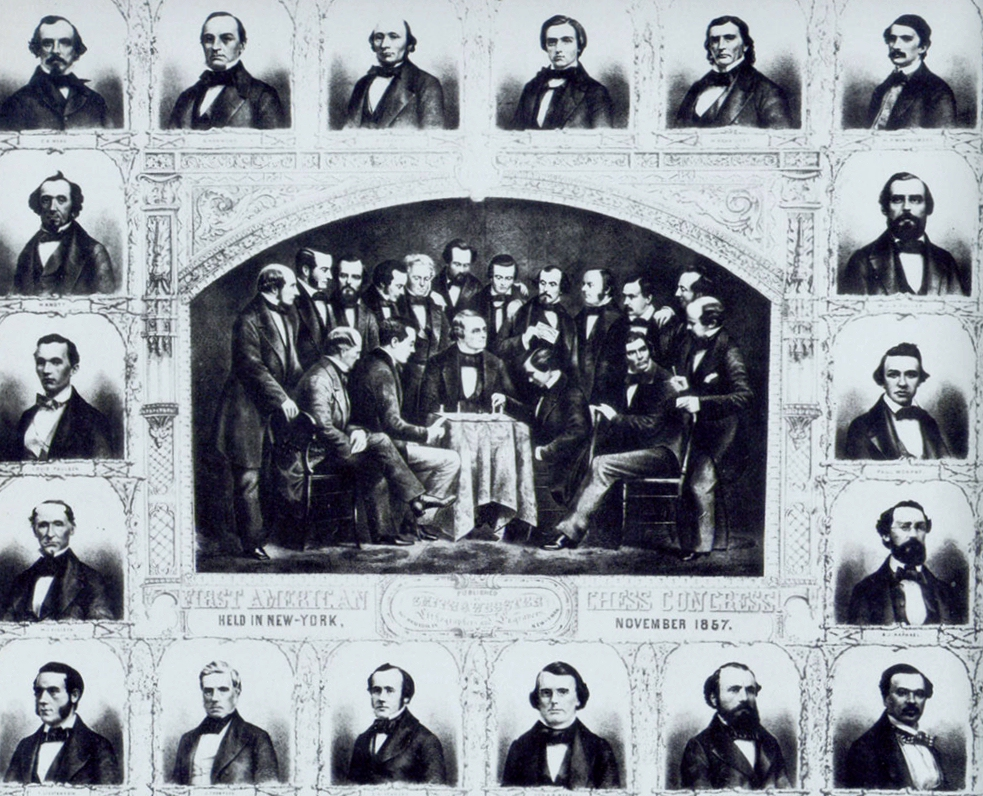

El primer American Chess Congress, organitzat per Daniel Willard Fiske i celebrat a Nova York, del 6 d'octubre al 10 de novembre de 1857, va ser guanyat per Paul Morphy. Va ser un torneig per eliminatòries en què els empats no comptaven. Hi van ser convidats els setze millors jugadors nord-americans (William Allison, Samuel Robert Calthrop, Daniel Willard Fiske, William James Fuller, Hiram Kennicott, Hubert Knott, Theodor Lichtenhein, Napoleon Marache, Hardman Philips Montgomery, Alexander Beaufort Meek, Paul Morphy, Louis Paulsen, Frederick Perrin, Benjamin Raphael, Charles Henry Stanley i James Thompson). El primer premi va ser de 300 dòlars. Morphy va rebutjar els diners, però va acceptar un servei de plata que consistia en un càntir, quatre copes i una safata. El premi de Morphy li va ser lliurat per Oliver Wendell Holmes, Sr.

A la dreta es mostra una litografia del Primer Congrés Americà d'Escacs de 1857. S'hi veuen tots els membres del Congrés, inclosos els qui no van jugar al torneig principal. Fila superior: el coronel Charles Mead (president), George Hammond, Frederic Perrin, Daniel Willard Fiske, Hiram Kennicott i Hardman Philips Montgomery. Columna esquerra: Hubert Knott, Louis Paulsen i William Allison. Fila inferior: Theodore Lichtenhein, James Thompson, Charles Henry Stanley, Alexander Beaufort Meek, Samuel Robert Calthrop i Napoleon Marache. Columna dreta: William James Fuller, Paul Morphy i Benjamin Raphael.
|  | Primera ronda | Primera ronda                       | Primera ronda                    |      |      | Quarts de final        | Quarts de final | Quarts de final |  |  | Semifinals             | Semifinals | Semifinals |  |  | Final             | Final | Final |
|  |               |                                     |                                  |      |      |                        |                 |                 |  |  |                        |            |            |  |  |                   |       |       |
|  | 1             | Paul Morphy (USA)                   | +3=0                             |      |      |                        |                 |                 |  |  |                        |            |            |  |  |                   |       |       |
|  | 16            | James Thompson (USA)                | +0=0                             |      |      |                        |                 |                 |  |  |                        |            |            |  |  |                   |       |       |
|  | 16            | James Thompson (USA)                | +0=0                             |      |      | Paul Morphy (USA)      | +3=0            |                 |  |  |                        |            |            |  |  |                   |       |       |
|  |               |                                     |                                  |      |      | Paul Morphy (USA)      | +3=0            |                 |  |  |                        |            |            |  |  |                   |       |       |
|  |               |                                     | Alexander Beaufort Meek (USA)    | +0=0 |      |                        |                 |                 |  |  |                        |            |            |  |  |                   |       |       |
|  | 8             | William James Appleton Fuller (USA) | Alexander Beaufort Meek (USA)    | +0=0 | +2=0 |                        |                 |                 |  |  |                        |            |            |  |  |                   |       |       |
|  | 8             | William James Appleton Fuller (USA) |                                  |      | +2=0 |                        |                 |                 |  |  |                        |            |            |  |  |                   |       |       |
|  | 9             | Alexander Beaufort Meek (USA)       | +3=0                             |      |      |                        |                 |                 |  |  |                        |            |            |  |  |                   |       |       |
|  | 9             | Alexander Beaufort Meek (USA)       | +3=0                             |      |      |                        |                 |                 |  |  | Paul Morphy (USA)      | +3=1       |            |  |  |                   |       |       |
|  |               |                                     |                                  |      |      |                        |                 |                 |  |  | Paul Morphy (USA)      | +3=1       |            |  |  |                   |       |       |
|  |               |                                     | Theodor Lichtenhein (USA)        | +0=1 |      |                        |                 |                 |  |  |                        |            |            |  |  |                   |       |       |
|  | 5             | Hubert Knott (USA)                  | Theodor Lichtenhein (USA)        | +0=1 | +2=2 |                        |                 |                 |  |  |                        |            |            |  |  |                   |       |       |
|  | 5             | Hubert Knott (USA)                  |                                  |      | +2=2 |                        |                 |                 |  |  |                        |            |            |  |  |                   |       |       |
|  | 12            | Frederick Perrin (USA)              | +3=2                             |      |      |                        |                 |                 |  |  |                        |            |            |  |  |                   |       |       |
|  | 12            | Frederick Perrin (USA)              | +3=2                             |      |      | Frederick Perrin (USA) | +0=0            |                 |  |  |                        |            |            |  |  |                   |       |       |
|  |               |                                     |                                  |      |      | Frederick Perrin (USA) | +0=0            |                 |  |  |                        |            |            |  |  |                   |       |       |
|  |               |                                     | Theodor Lichtenhein (USA)        | +3=0 |      |                        |                 |                 |  |  |                        |            |            |  |  |                   |       |       |
|  | 4             | Theodor Lichtenhein (USA)           | Theodor Lichtenhein (USA)        | +3=0 | +3=0 |                        |                 |                 |  |  |                        |            |            |  |  |                   |       |       |
|  | 4             | Theodor Lichtenhein (USA)           |                                  |      | +3=0 |                        |                 |                 |  |  |                        |            |            |  |  |                   |       |       |
|  | 13            | Charles Henry Stanley (ENG)         | +2=0                             |      |      |                        |                 |                 |  |  |                        |            |            |  |  |                   |       |       |
|  | 13            | Charles Henry Stanley (ENG)         | +2=0                             |      |      |                        |                 |                 |  |  |                        |            |            |  |  | Paul Morphy (USA) | +5=2  |       |
|  |               |                                     |                                  |      |      |                        |                 |                 |  |  |                        |            |            |  |  | Paul Morphy (USA) | +5=2  |       |
|  |               |                                     | Louis Paulsen (GER)              | +1=2 |      |                        |                 |                 |  |  |                        |            |            |  |  |                   |       |       |
|  | 6             | Benjamin Raphael (USA)              | Louis Paulsen (GER)              | +1=2 | +3=1 |                        |                 |                 |  |  |                        |            |            |  |  |                   |       |       |
|  | 6             | Benjamin Raphael (USA)              |                                  |      | +3=1 |                        |                 |                 |  |  |                        |            |            |  |  |                   |       |       |
|  | 11            | Hiram Kennicott (USA)               | +2=1                             |      |      |                        |                 |                 |  |  |                        |            |            |  |  |                   |       |       |
|  | 11            | Hiram Kennicott (USA)               | +2=1                             |      |      | Benjamin Raphael (USA) | +3=2            |                 |  |  |                        |            |            |  |  |                   |       |       |
|  |               |                                     |                                  |      |      | Benjamin Raphael (USA) | +3=2            |                 |  |  |                        |            |            |  |  |                   |       |       |
|  |               |                                     | Napoleon Marache (USA)           | +2=2 |      |                        |                 |                 |  |  |                        |            |            |  |  |                   |       |       |
|  | 3             | Daniel Fiske (USA)                  | Napoleon Marache (USA)           | +2=2 | +2=0 |                        |                 |                 |  |  |                        |            |            |  |  |                   |       |       |
|  | 3             | Daniel Fiske (USA)                  |                                  |      | +2=0 |                        |                 |                 |  |  |                        |            |            |  |  |                   |       |       |
|  | 14            | Napoleon Marache (USA)              | +3=0                             |      |      |                        |                 |                 |  |  |                        |            |            |  |  |                   |       |       |
|  | 14            | Napoleon Marache (USA)              | +3=0                             |      |      |                        |                 |                 |  |  | Benjamin Raphael (USA) | +0=1       |            |  |  |                   |       |       |
|  |               |                                     |                                  |      |      |                        |                 |                 |  |  | Benjamin Raphael (USA) | +0=1       |            |  |  |                   |       |       |
|  |               |                                     | Louis Paulsen (GER)              | +3=1 |      |                        |                 |                 |  |  |                        |            |            |  |  |                   |       |       |
|  | 7             | Samuel Robert Calthrop (ENG)        | Louis Paulsen (GER)              | +3=1 | +0=0 |                        |                 |                 |  |  |                        |            |            |  |  |                   |       |       |
|  | 7             | Samuel Robert Calthrop (ENG)        |                                  |      | +0=0 |                        |                 |                 |  |  |                        |            |            |  |  |                   |       |       |
|  | 10            | Louis Paulsen (GER)                 | +3=0                             |      |      |                        |                 |                 |  |  |                        |            |            |  |  |                   |       |       |
|  | 10            | Louis Paulsen (GER)                 | +3=0                             |      |      | Louis Paulsen (GER)    | +2=0            |                 |  |  |                        |            |            |  |  |                   |       |       |
|  |               |                                     |                                  |      |      | Louis Paulsen (GER)    | +2=0            |                 |  |  |                        |            |            |  |  |                   |       |       |
|  |               |                                     | Hardman Philips Montgomery (USA) | +0=0 |      |                        |                 |                 |  |  |                        |            |            |  |  |                   |       |       |
|  | 2             | William Allison (USA)               | Hardman Philips Montgomery (USA) | +0=0 | +1=0 |                        |                 |                 |  |  |                        |            |            |  |  |                   |       |       |
|  | 2             | William Allison (USA)               |                                  |      | +1=0 |                        |                 |                 |  |  |                        |            |            |  |  |                   |       |       |
|  | 15            | Hardman Philips Montgomery (USA)    | +3=0                             |      |      |                        |                 |                 |  |  |                        |            |            |  |  |                   |       |       |

## Segon Congrés Americà d'Escacs (1871)
El segon congrés nord-americà d'escacs es va celebrar a Cleveland del 4 al 15 de desembre de 1871 i el va guanyar George Henry Mackenzie. El primer premi va ser de 100$ (~ 1.500$ actuals) i el fons total del premi va ser de 290$ (~ 5.000 $actuals). El preu de l'entrada era de 10$ (150$ actuals). Es tractava d'un torneig doble round robin amb un límit de temps de 12 moviments per hora. Les partides empatades es tornaven a jugar. Hi havia nou jugadors (George Henry Mackenzie, Henry Hosmer, Frederick Elder, Max Judd, Preston Ware, Harsen Darwin Smith, Henry Harding, A. Johnston i William Houghton). Amb la retirada de Morphy, aquest torneig pretenia en general reconèixer el millor jugador dels Estats Units.
|   | Jugador                      | 1    | 2    | 3    | 4    | 5    | 6    | 7    | 8    | 9    | Victòries |
| 1 | George Henry Mackenzie (USA) | xxxx | 1½0  | ½10  | 11   | 11   | 11   | 1½1  | 11   | 11   | 14        |
| 2 | Henry Hosmer (USA)           | 0½1  | xxxx | 11   | 1½1  | 00   | 01   | 11   | 11   | 11   | 12        |
| 3 | Frederick Elder (USA)        | ½01  | 00   | xxxx | 01   | ½½01 | 11   | 11   | 11   | 11   | 11        |
| 4 | Max Judd (USA)               | 00   | 0½0  | 10   | xxxx | 11   | 10   | ½11  | ½11  | 11   | 10        |
| 5 | Preston Ware (USA)           | 00   | 11   | ½½10 | 00   | xxxx | 01   | 10   | 11   | 11   | 9         |
| 6 | Harsen Darwin Smith (USA)    | 00   | 10   | 00   | 01   | 10   | xxxx | 11   | 11   | 11   | 9         |
| 7 | Henry Harding (USA)          | 0½0  | 00   | 00   | ½00  | 01   | 00   | xxxx | 01   | 11   | 4         |
| 8 | A. Johnston (USA)            | 00   | 00   | 00   | ½00  | 00   | 00   | 10   | xxxx | 11   | 3         |
| 9 | William Houghton (USA)       | 00   | 00   | 00   | 00   | 00   | 00   | 00   | 00   | xxxx | 0         |

## Tercer Congrés Americà d'Escacs (1874)
El tercer congrés nord-americà d'escacs es va celebrar a Chicago del 7 al 16 de juliol de 1874 i el va guanyar Mackenzie. Hi havia vuit jugadors (Mackenzie, Hosmer, Judd, Bock, Elder, Perrin, Congdon i Kennicott) i van haver de pagar una quota d'entrada de 20 dòlars. El primer premi va ser de 225 dòlars. El torneig va tornar a ser un round robin, però per primera vegada no es van tornar a jugar les partides empatades. El control del temps era de 15 moviments per hora. Elder i Kennicott es retiraren abans de completar la meitat de les partides, però els seus resultats es varen computar.
| # | Jugador                      | 1  | 2  | 3  | 4  | 5  | 6  | 7  | 8  | Victòries |
| 1 | George Henry Mackenzie (USA) | xx | 10 | 1½ | 11 | -- | 11 | 11 | 11 | 10½       |
| 2 | Henry Hosmer (USA)           | 01 | xx | 10 | 11 | -- | 11 | 11 | 11 | 10        |
| 3 | Max Judd (USA)               | 0½ | 01 | xx | 1½ | -- | 11 | 11 | -- | 7         |
| 4 | Frederick Bock (USA)         | 00 | 00 | 0½ | xx | 1½ | 11 | 1½ | -- | 5½        |
| 5 | Frederick Elder (USA)        | -- | -- | -- | 0½ | xx | 01 | 11 | -- | 3½        |
| 6 | Frederick Perrin (USA)       | 00 | 00 | 00 | 00 | 10 | xx | 10 | -- | 2         |
| 7 | James Adams Congdon (USA)    | 00 | 00 | 00 | 0½ | 00 | 01 | xx | -- | 1½        |
| 8 | Hiram Kennicott (USA)        | 00 | 00 | -- | -- | -- | -- | -- | xx | 0         |

## Quart Congrés Americà d'Escacs (1876)
El quart Congrés Americà d'Escacs (anomenat American Centennial Championship) es va celebrar a Filadèlfia del 17 al 31 d'agost de 1876 i va guanyar James Mason. Hi havia nou jugadors (Mason, Judd, Davidson, Henry Bird, Elson, Roberts, Ware, Barbour i Martinez). El preu de l'entrada era de 20 dòlars. El primer lloc va ser de 300 dòlars. El torneig no pretenia reconèixer el millor jugador d'Amèrica, sinó que estava orientat a atraure Mestres estrangers i a atorgar la Copa de Plata Governor Garland, així com a celebrar el Centenari Americà.
|   | Jugador                 | 1  | 2  | 3  | 4  | 5  | 6  | 7  | 8  | 9  | Total |
| 1 | James Mason (IRE)       | xx | 1½ | 10 | 1½ | ½1 | 1½ | 11 | ½1 | -- | 10½   |
| 2 | Max Judd (USA)          | 0½ | xx | 00 | 10 | 1½ | 11 | 11 | 11 | -- | 9     |
| 3 | Harry Davidson (USA)    | 01 | 11 | xx | ½0 | 0½ | ½1 | 01 | 11 | -- | 8½    |
| 4 | Henry Edward Bird (ENG) | 0½ | 01 | ½1 | xx | 0½ | 11 | ½1 | ½1 | -- | 8½    |
| 5 | Jacob Elson (USA)       | ½0 | 0½ | 1½ | 1½ | xx | ½½ | 10 | 11 | -- | 8     |
| 6 | Albert Roberts (USA)    | 0½ | 00 | ½0 | 00 | ½½ | xx | 1½ | 11 | -- | 5½    |
| 7 | Preston Ware (USA)      | 00 | 00 | 10 | ½0 | 01 | 0½ | xx | ½½ | -- | 4     |
| 8 | L.D. Barbour (USA)      | ½0 | 00 | 00 | ½0 | 00 | 00 | ½½ | xx | -- | 2     |
| 9 | Dión Martinez (CUB)     | 00 | -- | ½½ | -- | -- | -- | -- | -- | xx | 1     |

## Cinquè Congrés Americà d'Escacs (1880)
El cinquè Congrés Americà d'Escacs es va celebrar a Nova York del 6 al 26 de gener de 1880 i va guanyar Mackenzie (va vèncer a James Grundy en el desempat, 2-0). Hi havia 10 jugadors: Cohnfeld, Congdon, Eugene Delmar, Grundy, Judd, Mackenzie, Mohle, Ryan, Sellman i Ware.
|    | Jugador                      | 1  | 2  | 3  | 4  | 5  | 6  | 7  | 8  | 9  | 10 | Total |
| 1  | George Henry Mackenzie (USA) | xx | 0½ | 10 | ½½ | ½1 | 11 | 11 | 11 | 1½ | 11 | 13½   |
| 2  | James Grundy (USA)           | 1½ | xx | ½½ | 10 | 1½ | 11 | 1½ | 01 | 11 | 11 | 13½   |
| 3  | Charles Moehle (USA)         | 01 | ½½ | xx | 0½ | 1½ | 10 | 11 | 11 | 11 | 11 | 13    |
| 4  | Alexander Sellman (USA)      | ½½ | 01 | 1½ | xx | 10 | 1½ | 11 | 0½ | 11 | 11 | 12½   |
| 5  | Max Judd (USA)               | ½0 | 0½ | 0½ | 01 | xx | ½1 | 11 | 11 | 01 | 11 | 11    |
| 6  | Eugene Delmar (USA)          | 00 | 00 | 01 | 0½ | ½0 | xx | 11 | 11 | ½1 | 11 | 9½    |
| 7  | John Ryan (USA)              | 00 | 0½ | 00 | 00 | 00 | 00 | xx | 11 | 01 | 11 | 5½    |
| 8  | Preston Ware (USA)           | 00 | 10 | 00 | 1½ | 00 | 00 | 00 | xx | ½1 | 1½ | 5½    |
| 9  | James Adams Congdon (USA)    | ½0 | 00 | 00 | 00 | 10 | ½0 | 01 | 0½ | xx | 00 | 3½    |
| 10 | Albert Cohnfeld (USA)        | 00 | 00 | 00 | 00 | 00 | 00 | 00 | 0½ | 11 | xx | 2½    |

## Sisè Congrés Americà d'Escacs (1889)
El sisè Congrés Americà d'Escacs es va celebrar a Nova York l'any 1889 (un torneig de 20 persones, un dels torneigs més llargs de la història). L'esdeveniment va ser guanyat per Mikhail Chigorin i Max Weiss. Tots dos van acabar amb un marcador de 29 punts, però Chigorin va derrotar Weiss en la seva partida individual. El millor classificat nord-americà va ser S. Lipschütz, que va ocupar la sisena posició (els seus seguidors a l'est dels Estats Units van intentar fer valer la seva pretensió de ser campió nord-americà com a resultat d'aquest torneig; tanmateix, la pretensió de Lipschütz no va ser acceptada per tothom). Segons les regles que el vigent campió del món Wilhelm Steinitz va ajudar a desenvolupar, el guanyador havia de ser considerat com a campió del món de moment, però havia d'estar preparat per afrontar un repte del segon o tercer classificat en un mes. Mikhail Chigorin i Max Weiss van empatar al primer lloc, i es van mantenir empatats després d'empatar les quatre partides d'un playoff. A Weiss no li interessava jugar un matx pel campionat, però Isidor Gunsberg, el tercer classificat, va exercir el seu dret i va desafiar Chigorin a un matx per disputar el campionat del món. El 1890, va empatar un matx a 10 victòries contra Chigorin (9-9 amb cinc empats). Aquests eren els mateixos termes (clàusula d'empat 9-9) que el primer matx pel Campionat del Món entre Steinitz i Zukertort el 1886. També eren les mateixes condicions en què Bobby Fischer insistiria més tard per a la seva defensa del títol el 1975.
|    | Jugador                          | 1  | 2  | 3  | 4  | 5  | 6  | 7  | 8  | 9  | 10 | 11 | 12 | 13 | 14 | 15 | 16 | 17 | 18 | 19 | 20 | Total |
| 1  | Mikhail Chigorin (RUS)           | xx | ½1 | 00 | ½1 | 11 | 10 | 00 | 11 | 01 | ½1 | 11 | 11 | ½1 | 11 | 10 | 11 | 11 | 11 | 11 | 11 | 29    |
| 2  | Max Weiss (AUT)                  | ½0 | xx | ½1 | 10 | ½½ | ½1 | 1½ | 11 | 11 | 11 | 10 | ½½ | ½1 | 10 | 11 | 11 | ½1 | 11 | 11 | 11 | 29    |
| 3  | Isidor Gunsberg (ENG)            | 11 | ½0 | xx | 01 | ½0 | ½0 | 1½ | 10 | 11 | 11 | ½1 | 11 | 01 | 11 | 01 | 11 | 11 | 11 | 11 | 11 | 28½   |
| 4  | Joseph Henry Blackburne (ENG)    | ½0 | 01 | 10 | xx | 01 | 10 | 10 | 01 | 11 | 10 | 11 | 11 | 11 | 11 | 11 | 10 | 11 | ½1 | 11 | 10 | 27    |
| 5  | Amos Burn (ENG)                  | 00 | ½½ | ½1 | 10 | xx | 1½ | 00 | 11 | 11 | 10 | 11 | 11 | 01 | 00 | 11 | 01 | 11 | 11 | 11 | 11 | 26    |
| 6  | S. Lipschütz (USA)               | 01 | ½0 | ½1 | 01 | 0½ | xx | ½1 | 00 | 11 | ½1 | 10 | ½0 | ½1 | 11 | 11 | 11 | 10 | 11 | 11 | 11 | 25½   |
| 7  | James Mason (IRE)                | 11 | 0½ | 0½ | 01 | 11 | ½0 | xx | ½0 | 00 | 11 | ½0 | 10 | 01 | 01 | ½1 | 1½ | ½1 | ½½ | 11 | 11 | 22    |
| 8  | Max Judd (USA)                   | 00 | 00 | 01 | 10 | 00 | 11 | ½1 | xx | 10 | 11 | 01 | 00 | 11 | 00 | ½1 | ½0 | 10 | ½1 | 11 | 11 | 20    |
| 9  | Eugene Delmar (USA)              | 10 | 00 | 00 | 00 | 00 | 00 | 11 | 01 | xx | ½0 | 10 | 11 | 0½ | 10 | 01 | 11 | 10 | 11 | 11 | 01 | 18    |
| 10 | Jackson Showalter (USA)          | ½0 | 00 | 00 | 01 | 01 | ½0 | 00 | 00 | ½1 | xx | ½1 | 10 | 10 | 10 | 11 | ½0 | 01 | ½1 | 11 | 11 | 18    |
| 11 | William Pollock (ENG)            | 00 | 01 | ½0 | 00 | 00 | 01 | ½1 | 10 | 01 | ½0 | xx | 01 | ½1 | ½1 | 01 | 11 | 00 | 00 | 11 | 11 | 17½   |
| 12 | Henry Bird (ENG)                 | 00 | ½½ | 00 | 00 | 00 | ½1 | 01 | 11 | 00 | 01 | 10 | xx | ½0 | 11 | ½1 | 11 | 00 | 10 | ½0 | 11 | 17    |
| 13 | Jean Taubenhaus (FRA)            | ½0 | ½0 | 10 | 00 | 10 | ½0 | 10 | 00 | 1½ | 01 | ½0 | ½1 | xx | 01 | 00 | 0½ | ½1 | 10 | 11 | 11 | 17    |
| 14 | David Graham Baird (USA)         | 00 | 01 | 00 | 00 | 11 | 00 | 10 | 11 | 01 | 01 | ½0 | 00 | 10 | xx | 10 | 00 | 01 | 11 | 10 | ½1 | 16    |
| 15 | Constant Ferdinand Burille (USA) | 01 | 00 | 10 | 00 | 00 | 00 | ½0 | ½0 | 10 | 00 | 10 | ½0 | 11 | 01 | xx | ½1 | 1½ | 00 | ½1 | 11 | 15    |
| 16 | James Moore Hanham (USA)         | 00 | 00 | 00 | 01 | 10 | 00 | 0½ | ½1 | 00 | ½1 | 00 | 00 | 1½ | 11 | ½0 | xx | 10 | 01 | 0½ | 11 | 14    |
| 17 | George H. D. Gossip (ENG)        | 00 | ½0 | 00 | 00 | 00 | 01 | ½0 | 01 | 01 | 10 | 11 | 11 | ½0 | 10 | 0½ | 01 | xx | 00 | 1½ | 00 | 13½   |
| 18 | Dión Martinez (CUB)              | 00 | 00 | 00 | ½0 | 00 | 00 | ½½ | ½0 | 00 | ½0 | 11 | 01 | 01 | 00 | 11 | 10 | 11 | xx | 01 | 01 | 13½   |
| 19 | John Washington Baird (USA)      | 00 | 00 | 00 | 00 | 00 | 00 | 00 | 00 | 00 | 00 | 00 | ½1 | 00 | 01 | ½0 | 1½ | 0½ | 10 | xx | 10 | 7     |
| 20 | Nicholas MacLeod (CAN)           | 00 | 00 | 00 | 01 | 00 | 00 | 00 | 00 | 10 | 00 | 00 | 00 | 00 | ½0 | 00 | 00 | 11 | 10 | 01 | xx | 6½    |

## Setè Congrés Americà d'Escacs (1904)

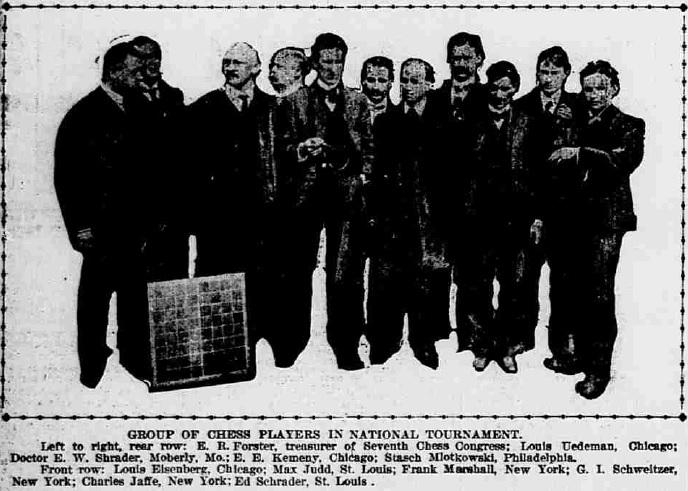
Foto de grup del torneig de 1904

El setè Congrés Americà d'Escacs es va celebrar a St. Louis el 1904. Amb el campió nord-americà Harry Nelson Pillsbury malalt i moribund, Max Judd va intentar organitzar el setè ACC, amb l'estipulació que el títol nord-americà s'atorgués al guanyador. Judd va disputar la propietat de Pillsbury del títol desafiant la legitimitat de tota la successió des de l'època de Mackenzie, disputant la pretensió de Lipschutz d'haver adquirit el títol a Nova York 1889, i tot el que havia passat des de llavors. Pillsbury, des del llit, es va oposar als plans de Judd, i va aconseguir que el seu amic, l'advocat Walter Penn Shipley, intercedís. El torneig de Judd es va celebrar de totes maneres, i es va dir que era per a "The United States Tourney Championship", un títol que es diu explícitament que no tenia cap relació amb el títol del Campionat dels Estats Units que tenia Pillsbury. El torneig va ser guanyat per Frank James Marshall, per davant de Judd. Hi havia 10 jugadors: Louis Eisenberg, Charles Jaffe, Judd, Kemeny, Marshall, Stasch Mlotkowski, Edward F. Schrader, Eugene Wesley Schrader, Schwietzer i Louis Uedemann. El guanyador va ser nomenat campió dels Estats Units al final d'aquest torneig.
|    | Jugador                    | 1 | 2 | 3 | 4 | 5 | 6 | 7 | 8 | 9 | 0 | Total |
| 1  | Frank James Marshall (USA) | x | 1 | 1 | 1 | 1 | 1 | 1 | 1 | ½ | 1 | 8½    |
| 2  | Max Judd (USA)             | 0 | x | 0 | 1 | 1 | 1 | 1 | 1 | 1 | 1 | 7     |
| 3  | Louis Uedemann (USA)       | 0 | 1 | x | 1 | 1 | 1 | 0 | 0 | 1 | 1 | 6     |
| 4  | Emil Kemény (USA)          | 0 | 0 | 0 | x | 1 | 1 | 1 | 0 | 1 | 1 | 5     |
| 5  | Edward F. Schrader (USA)   | 0 | 0 | 0 | 0 | x | ½ | 1 | 1 | 1 | 1 | 4½    |
| 6  | Louis Eisenberg (USA)      | 0 | 0 | 0 | 0 | ½ | x | 1 | 1 | 1 | 1 | 4½    |
| 7  | Charles Jaffe (USA)        | 0 | 0 | 1 | 0 | 0 | 0 | x | 1 | 1 | 1 | 4     |
| 8  | George Schwietzer (USA)    | 0 | 0 | 1 | 1 | 0 | 0 | 0 | x | 0 | 1 | 3     |
| 9  | Stasch Mlotkowski (USA)    | ½ | 0 | 0 | 0 | 0 | 0 | 0 | 1 | x | 1 | 2½    |
| 10 | Eugene W. Schrader (USA)   | 0 | 0 | 0 | 0 | 0 | 0 | 0 | 0 | 0 | x | 0     |

## Vuitè Congrés Americà d'Escacs (1921)
El vuitè Congrés Americà d'Escacs es va celebrar a Atlantic City l'any 1921. L'esdeveniment va ser guanyat per Dawid Janowski, seguit de Norman Whitaker, Jaffe, etc. Hi havia 12 jugadors: Samuel Factor, Hago, Harvey, Jackson, Jaffe, Janowski, Marshall, Mlotkowski, Sharp, Vladimir Sournin, Isador Turover i Whitaker.
|    | Jugador                       | 1 | 2 | 3 | 4 | 5 | 6 | 7 | 8 | 9 | 0 | 1 | 2 | Total |
| 1  | Dawid Janowski (FRA)          | x | 0 | 1 | ½ | ½ | 1 | ½ | 1 | 1 | 1 | 1 | 1 | 8½    |
| 2  | Norman Tweed Whitaker (USA)   | 1 | x | 0 | 1 | 1 | 1 | 0 | 1 | 0 | 1 | 1 | 1 | 8     |
| 3  | Charles Jaffe (USA)           | 0 | 1 | x | 1 | 1 | 0 | 0 | 1 | 1 | 0 | 1 | 1 | 7     |
| 4  | Martin D. Hago (USA)          | ½ | 0 | 0 | x | ½ | ½ | 1 | ½ | 1 | ½ | 1 | 1 | 6½    |
| 5  | Samuel Factor (USA)           | ½ | 0 | 0 | ½ | x | ½ | 0 | 1 | ½ | 1 | 1 |   | 6     |
| 6  | Frank James Marshall (USA)    | 0 | 0 | 1 | ½ | ½ | x | 1 | 0 | ½ | ½ | 1 | 1 | 6     |
| 7  | Vladimir Sournin (USA)        | ½ | 1 | 1 | 0 | 1 | 0 | x | 0 | ½ | ½ | 1 | ½ | 6     |
| 8  | Sydney T. Sharp (USA)         | 0 | 0 | 0 | ½ | 0 | 1 | 1 | x | ½ | ½ | 1 | 1 | 5½    |
| 9  | Isador Samuel Turover (USA)   | 0 | 1 | 0 | 0 | ½ | ½ | ½ | ½ | x | 1 | 1 | ½ | 5½    |
| 10 | Stasch Mlotkowski (USA)       | 0 | 0 | 1 | ½ | 0 | ½ | ½ | ½ | 0 | x | 1 | 1 | 5     |
| 11 | J. B. Harvey (USA)            | 0 | 0 | 0 | 0 | 0 | 0 | 0 | 0 | 0 | 0 | x | 1 | 1     |
| 12 | Edward Schuyler Jackson (USA) | 0 | 0 | 0 | 0 | 0 | 0 | ½ | 0 | ½ | 0 | 0 | x | 1     |

## Novè Congrés Americà d'Escacs (1923)
El novè i últim Congrés Americà d'Escacs es va celebrar a l'Hotel Alamac del llac Hopatcong, Nova Jersey, del 6 al 21 d'agost de 1923. El torneig es va jugar entre 14 jugadors: Horace Bigelow, Roy Turnbull Black, Oscar Chajes, Albert Hodges, Dawid Janowski, Abraham Kupchik, Edward Lasker, Frank James Marshall, John Stuart Morrison, Marvin Palmer, Anthony Santasiere, Morris Schapiro, Vladimir Sournin, i Oscar Tenner. Va acabar amb un empat entre Marshall i Kupchik, que varen puntuar 10½ de 13.
|    | Jugador                    | 1 | 2 | 3 | 4 | 5 | 6 | 7 | 8 | 9 | 0 | 1 | 2 | 3 | 4 | Total |
| 1  | Frank James Marshall (USA) | x | 1 | ½ | 1 | ½ | 1 | 1 | 1 | 1 | ½ | ½ | 1 | ½ | 1 | 10½   |
| 2  | Abraham Kupchik (USA)      | 0 | x | 1 | 0 | 1 | ½ | 1 | 1 | 1 | 1 | 1 | 1 | 1 | 1 | 10½   |
| 3  | Dawid Janowski (FRA)       | ½ | 0 | x | 1 | ½ | ½ | 1 | 1 | 1 | 1 | 1 | 1 | ½ | 1 | 10    |
| 4  | Edward Lasker (USA)        | 0 | 1 | 0 | x | ½ | 1 | 1 | 1 | 0 | 1 | 1 | 1 | ½ | 1 | 9     |
| 5  | Morris Schapiro (USA)      | ½ | 0 | ½ | ½ | x | 1 | 0 | ½ | 1 | ½ | 1 | 1 | 1 | 1 | 8½    |
| 6  | Roy Turnbull Black (USA)   | 0 | ½ | ½ | 0 | 0 | x | 1 | 0 | 1 | 0 | 1 | 1 | 1 | 1 | 7     |
| 7  | Oscar Tenner (USA)         | 0 | 0 | 0 | 0 | 1 | 0 | x | 1 | ½ | 1 | 1 | 0 | 1 | 1 | 6½    |
| 8  | Oscar Chajes (USA)         | 0 | 0 | 0 | 0 | ½ | 1 | 0 | x | 1 | 1 | 0 | 1 | 1 | 1 | 6½    |
| 9  | Vladimir Sournin (USA)     | 0 | 0 | 0 | 1 | 0 | 0 | ½ | 0 | x | 1 | 1 | 1 | ½ | ½ | 5½    |
| 10 | John Stuart Morrison (CAN) | ½ | 0 | 0 | 0 | ½ | 1 | 0 | 0 | 0 | x | ½ | ½ | 1 | 1 | 5     |
| 11 | Albert Hodges (USA)        | ½ | 0 | 0 | 0 | 0 | 0 | 0 | 1 | 0 | ½ | x | ½ | 1 | ½ | 4     |
| 12 | Marvin Palmer (USA)        | 0 | 0 | 0 | 0 | 0 | 0 | 1 | 0 | 0 | ½ | ½ | x | 1 | 0 | 3     |
| 13 | Anthony Santasiere (USA)   | ½ | 0 | ½ | ½ | 0 | 0 | 0 | 0 | ½ | 0 | 0 | 0 | x | ½ | 2½    |
| 14 | Horace Bigelow (USA)       | 0 | 0 | 0 | 0 | 0 | 0 | 0 | 0 | ½ | 0 | ½ | 1 | ½ | x | 2½    |